# Természetkalauz
A Természetkalauz című könyvsorozatot Magyar Könyvklub adta ki kemény borítós, színes illusztrációkkal díszített kötetekben. A sorozat ISSN 1219-3178 számmal van jelölve.

## A sorozat kötetei első kiadásuk szerint időrendben
- Bruno P. Kremer: Fák 1995 Fordította: Dani Tivadar
- Renate Grünert – Helmut Grünert: Gombák 1995, 2000, 2006 Fordította: Forró László
- Frieder Sauer: Szárazföldi madarak 1995, 2000, 2003, 2005 Fordította: Schmidt Egon
- Olaf Medenbach – Cornelia Sussieck-Fornefeld: Ásványok 1995 Fordította: Weiszburg Tamás
- Helgard Reichholf – Riehm: Lepkék 1996, 2000, 2005 Fordította: Bálint Zsolt
- Josef Reichholf : Emlősök 1996, 2006 Fordította: Schmidt András
- Frieder Sauer: Vízimadarak 1996 Fordította: Schmidt Egon
- Fritz Terofal: Tengeri halak 1996 Fordította: Forró László
- Jürke Grau: Bogyósok, vadon termő zöldségnövények, gyógynövények 1996, 2000 Fordította: Jeney Margit
- Helgard Reichholf-Riehm: Rovarok és pókszabásúak 1996, 1997 Fordította: Forró László
- Günter Diesener – Josef Reichholf: Kétéltűek és hüllők 1997 Fordította: Schmidt András
- Fritz Terofal: Édesvízi halak 1997, 2000, 2006 Fordította: Schmidt Egon
- Joachim Herrmann: Csillagok 1997, 2000 Fordította: Ill Márton
- Gerhard Lichter – Karl Beurlen: Kövületek 1997 Fordította: Francz Magdolna
- Bruno P. Kremer – Hermann Muhle: Zuzmók, mohák és harasztok 1998, 2000 Fordította: Simon Tibor
- Bertram Münker: Közép-Európa vadvirágai 1998, 2005 Fordította: Lászay György
- Grau – Kremer – Möseler – Rambold – Triebel: Füvek 1998 Fordította: Dr. Horánszky András
- Bolliger – Erben – Grau – Heubl: Cserjék 1998, 2005 Fordította: B. Thúry Zsuzsanna
- Josef Reichholf: A vizek világa 1998 Fordította: Bakonyi Gábor
- Josef Reichholf: Az erdő 1999 Fordította: Bécsy László
- Josef Reichholf: A települések ökológiája 1999 Fordította: Schmidt Egon
- Josef Reichholf: Szántók és mezők világa 1999 Fordította: Schmidt Egon
- Josef Reichholf: Élet és túlélés a természetben 1999 Fordította: Bécsy László
- Janke – Kremer – Reichholf: Tengerek és tengerpartok 1999 Fordította: Bécsy László
- Karl Peter Buttler: Orchideák 2000 Fordította: Miklódy Dóra
- Jens G. Rohwer: A trópusok növényei 2002 Fordította: Lászay György
- Nowak Bernd: A trópusok gyümölcsei 2002 Fordította: Lászay György
- Horst Altmann: Mérgező növények és állatok 2004 Fordította: Horánszky András
- Hans E. Laux: Ehető vagy mérgező : a gombák szakszerű gyűjtése 2008 Fordította: Török Tamás